# Крути (Ніжинський район)
Кру́ти — село в Україні, у Крутівській сільській громаді Ніжинського району Чернігівської області. Населення становило 1330 осіб у 2001 році. До 2020 орган місцевого самоврядування — Крутівська сільська рада.

## Історія
Крути засновані зусиллями ніжинських міщан напередодні 1648 року. Власне два села — Крути і Кагарлики — розділені річкою Остер, виникли на землі, відведеної місту Ніжину за королівським актом 1624. Після Визвольної війни 1648—1657 років Богдан Хмельницький підтвердив права Ніжинського магістрату на це село. За часів Гетьманщини село входило до Ніжинського полку.
В селі Крути була церква (ще одна окрема в селі Кагарлики), церковно-приходська школа, близько 500 дворів.
На території Крутівської сільської ради розташовані три хутори: Бакланове, Діброва (колишні Твані), Поляна (колишні Хвостики), з'явились вони у 1907—1912 роках. За три кілометри від села Крути землями володів якийсь Глібовський, який жив у селі Переяслівці.
У селі Крути в листопаді 1905 року, під час Революції 1905—1907 років, було велике заворушення селян, які виступали проти російської влади. Були розгромлені крамниці євреїв — Іцька Гдаліна та Лейби Богатирьова. Лідерами погромщиків були козаки Горлач Іван Іванович, Горбач Ісаак Нестерович, Опанасенко Семен Федорович. Останній відбував тюремне ув'язнення в місті Козельці.

### У складі УНР
Село визнало владу Генерального Секретаріату УНР у червні 1917 року. На території села відбувся легендарний бій під Крутами. На той час станція Крути була стратегічним об'єктом, бо була вузловою — поєднувала чотири напрямки: на Київ, Чернігів, Ічню та на Бахмач. Під час бою під Крутами 1918 року селяни надавали активну допомогу українським військам — розвідкою, провіантом, лікуванням та переховуванням поранених. На території села поховані кілька героїв цієї битви — членів студентського куреня Армії УНР. Одна з могил збереглася понині, переживши часи комуністичної навали.

### Радянський період (1920—1991рр.)
Остаточно радянську владу встановлено у селі 1920 року. 1929 почався терор проти селян, яких примушували віддавати майно до колгоспів. Насиллям та шантажем створено у Крутах колгосп «ІІІ–й інтернаціонал», у селі Кагарлики — «Червоне селище», у хуторі Хвостики — «Червоний острів», у хуторі Бакланове — «Куйбишева». Село постраждало внаслідок Голодомору 1932—1933 років. Зокрема, через небезпеку насильницької голодної смерті із села втекла родина поета Ігоря Качуровського, який знайшов порятунок у сусідній ситій Росії.
Радянська влада також захопила православну церкву, вигнала віруючих. 1939 року комуністи почали руйнувати хутори, зганяючи господарства до Хвостиків і Твані.

#### Крути під час Другої світової війни
14 вересня 1941 село було окуповане німцями. Німці розстріляли організатора голодомору на селі, запеклого сталініста Сердюка Сильверстра Яковича. Червона окупаційна армія увійшла у село 14 вересня 1943 року, опісля насильно мобілізувавши 739 жителів.

#### Післявоєнна доба
Комуністи знову організували Голодомор — тепер у 1946—1947 роках. Підневільною колгоспною працею відновили вирощування коксагизу. Коксагиз вирощувався в колгоспі з 1938 року і в першому році одержано високий урожай.

### Сучасний стан
В даний час Крути — центр Крутівської сільради, до складу села також входять села: Бакланове, Поляна (раніше Хвостики), Діброва (раніше Твані).
У Крутах знаходиться селекційно-дослідна станція «Маяк», за якою закріплені сільськогосподарські угіддя й орні землі. Господарство спеціалізується на вирощуванні насіння овочевих культур.
У селі є середня школа, будинок культури з залом, бібліотека, лікарня, дитячий садок, будинок побуту, їдальня, магазини, відділення зв'язку, ощадкаса і Церква Архангела Михаїла, яку раніше зруйнували комуністи.
Наприкінці 2020 року була заснована об'єднана територіальна громада (ОТГ) центром якої стали Крути. Крутівська об'єднана територіальна громада сьогодні — це 6 сільських рад, що включають 14 сіл Ніжинського р-ну. Загальна площа ОТГ — 291, 4 км, чисельність населення 3651 особа.
12 червня 2020 року, відповідно до розпорядження Кабінету Міністрів України № 730-р «Про визначення адміністративних центрів та затвердження територій територіальних громад Чернігівської області», увійшло до складу Крутівської сільської громади.
19 липня 2020 року, в результаті адміністративно-територіальної реформи та ліквідації Ніжинського району, увійшло до складу новоутвореного Ніжинського району.
Бойові дії 2022
28 лютого внаслідок вогневого ураження РСЗВ БМ-27 «Ураган» затримано рух колони окупанта. За словами голови Крутівської територіальної громади Олега Бузуна, російські війська втратили вбитими близько 200 осіб.
1 березня  між селами Пам'ятне та Хороше Озеро, відбувся бій ЗСУ та тероборони з російськими окупантами. Останні поцілили в магазин, обстріляли та фотографувалися на тлі меморіалу пам'яті Героїв Крут. Тіла 200 знищених російських солдатів та офіцерів на 2 КАМАЗах через село Плиски повезли в бік Сумщини.
23 липня 2024 року в межах процесу деколонізації в Крутах було змінено назви топонімів, в тому числі з'явилася вулиця Аверкія Гончаренка, командира українських сил в битві під Крутами, та сотника Семена Лощенка:
- Першотравнева вулиця — вулиця Аверкія Гончаренка
- Жовтнева вулиця — вулиця Ніжинського полку
- вулиця 30-річчя Перемоги — вулиця Соборності
- провулок Островського — Козацький провулок
- провулок Кропив'янського — Гетьманський провулок
- Таращанська вулиця — вулиця Семена Лощенка

## Символіка
Герб: Щит розтятий і перетятий прямим срібним хрестом на чотири поля – перше і третє сині та друге й четверте зелені. Посередині хреста малий пурпуровий щиток, у якому фігура святого Архистратига Михаїла зі срібними крилами та обладунком, у золотому плащі, що тримає в правій руці золотого полум’яного меча, а лівою тримається за синій трикутний щит, на якому золотий хрест із сяйвом. 
Щит обрамлено декоративним картушем у стилі українського бароко та увінчано золотою сільською короною з колосся. 
Прапор: На квадратному полотнищі рівний білий хрест (ширина рамен хреста становить 1/4 сторони прапора); верхє від древка та нижнє з вільного краю поля сині, два інші – зелені. Посередині хреста малиновий щиток, у якому фігура святого Архистратига Михаїла з білими крилами та обладунком, у жовтому плащі, що тримає в правій руці жовтого полум’яного меча, а лівою тримається за синій трикутний щит, на якому жовтий хрест із сяйвом.   
Пояснення: Срібний хрест у щиті – один із символів святого Юрія Змієборця, покровителя міста Ніжина, що символізує заснування на початку 17 століття на Ніжинських магістратських грунтах сіл, які нині складають Крутівську сільську громаду Ніжинського району. Два зелені поля – історичні магістратські села Крути й Кагарлики, що в наш час формують село Крути, а два сині поля – води річки Остер, по обидва боки якої ці села були розташовані. Постать Архистратига Михаїла в щитку символізує святого покровителя села Крути, церква на честь якого відома в селі з початку 18 століття. Крім того, Крути стали знаковим місцем для української історії у зв‘язку з легендарним боєм 1918 року між військами більшовицької Росії та невеликим загоном київських студентів та козаків місцевого Вільного козацтва. Як відомо, архангел, або ж Архистратиг Михаїл є главою «Небесного воїнства», воїнства ангелів. Про традиційний культ святого Михаїла серед нашого народу свідчать його зображення на княжих печатках, гербах, церковних і військових корогвах, у родовій геральдиці. Згодом архангел Михаїл стає патроном запорозького козацтва і набуває загальнонаціонального значення. Більше того, зображення архангела Михаїла було популярним мотивом відзнак періоду Визвольних змагань 1917-1920-х років, які напевно використовувалися учасниками знаменитого бою під Крутами. В сучасному гербі Крут фігуру святого Михаїла розміщено на щитку пурпурового (малинового) кольору – одного з традиційних кольорів українського козацтва. 
Прапор села Крути розроблено на основі елементів герба.
Символи затверджено рішенням 33-ї сесії 8-го скликання Крутівської сільської ради Ніжинського району Чернігівської області від 18 вересня 2024 року. 

## Населення

### Мова
Розподіл населення за рідною мовою за даними перепису 2001 року:
| Мова       | Кількість | Відсоток |
| ---------- | --------- | -------- |
| українська | 1308      | 98.35 %  |
| російська  | 20        | 1.49 %   |
| вірменська | 1         | 0.08 %   |
| польська   | 1         | 0.08 %   |
| Усього     | 1330      | 100 %    |

## Особистості
- У Крутах народився доктор біологічних наук, професор І. Г. Бейлін